# Nikolaj Danilovič Pochitonov
Nikolaj Danilovič Pochitonov, in russo Николай Данилович Похитонов? (Mirgorod, 1857 – San Pietroburgo, 1896), è stato un rivoluzionario russo.
Ufficiale dell'esercito, fu un militante dell'organizzazione rivoluzionaria Narodnaja Volja.

## Biografia
Di famiglia nobile, Pochitonov nacque a Mirgorod, nella provincia di Poltava, figlio di un generale dell'esercito. Studiò nel Collegio militare di Kiev, e poi nella Scuola di artiglieria di San Pietroburgo, dove si diplomò nel 1876 e fu assegnato alla V Brigata di artiglieria. Partecipò dal 1877 al 1878 alla guerra russo-turca e maturò le prime idee politiche di opposizione al regime zarista: come dichiarò qualche anno dopo, gli sembrava assurdo combattere per la libertà della Bulgaria - questo era uno dei pretesti avanzati dalla diplomazia russa - quando «la Russia si trovava sotto l'oppressione del dispotismo».
Nel 1879 entrò nell'Accademia di artiglieria di Pietroburgo, da cui uscì laureato nel maggio del 1882. Già nell'autunno del 1880 era entrato a far parte di Narodnaja Volja, formando con altri ufficiali un nucleo rivoluzionario composto di soli militari, tra i quali Degaev, Suchanov, Štromberg e Rogačëv, supervisionato da Željabov e da Kolodkevič.
Come scrive Vera Figner, Pochitonov, alto e di bell'apetto, possedeva una solida cultura e «s'imponeva con l'eleganza e la sobria eloquenza dei suoi discorsi. Parlava con calma e serenità, senza mai allontanarsi dalla realtà». Comprendeva che l'idea di un'insurrezione armata era improponibile nella situazione di debolezza dell'organizzazione, e puntava all'allargamento delle forze rivoluzionarie presenti nell'esercito mediante una costante propaganda. Egli stesso si considerava però poco adatto al compito, anche per l'obiettiva difficoltà di esporsi in prima persona. Sarebbe stato necessario lasciare l'esercito e entrare in clandestinità, ma le sue condizioni di salute - avevano cominciato a manifestarsi in lui dei disturbi nervosi - non glielo permettevano, così che il suo apporto al movimento rivoluzionario fu piuttosto modesto.
Alla fine del dicembre 1881 fu fermato dalla polizia, ma rilasciato per mancanza di prove a suo carico. Finita l'Accademia, fu prima assegnato in un reggimento stanziato nel Caucaso, poi a Kobeljaki, nella provincia di Poltava. Qui fu arrestato l'11 aprile 1883 su delazione di Degaev, che pure era stato suo compagno di Accademia e aveva sempre ostentato nei suoi confronti una sincera amicizia, ma che da qualche tempo era diventato un collaboratore dell'Ochrana.
Fu trasferito a Pietroburgo e il processo, detto, dal numero degli imputati, processo dei 14, iniziò il 6 ottobre 1884. Con Pochitonov furono giudicati Vera Figner, Larisa Čemodanova, Ljudmila Volkenštejn, Aleksandr Štromberg, Afanasij Spandoni, Dmitrij Surovcev, Ivan Juvacev, Michail Ašenbrenner, Aleksandr Tichonovič, Nikolaj Rogačëv, Vasilij Ivanov, Apollon Nemolovskij e Vladimir Čujko. Pochitonov apparve molto cambiato, pallido e dimagrito, e ammise di aver fatto parte di Narodnaja Volja. La sua condizione di militare era un'aggravante ed egli fu condannato a morte il 10 ottobre insieme agli ufficiali Štromberg, Ašenbrenner, Tichonovič, Rogačëv e Juvacev, oltre che a Vera Figner e a Ljudmila Volkenštejn. Furono tuttavia giustiziati soltanto Štromberg e Rogačëv, mentre a Pochitonov e agli altri la pena fu commutata nel carcere a vita.
Dopo dieci anni di reclusione nella fortezza di Šlissel'burg, cominciò a dare segni di pazzia. Formulava piani assurdi per arricchirsi enormemente in poco tempo, era ora irritabile e ora lamentoso, a volte passava davanti alle celle dei compagni chiedendo l'elemosina, un giorno fu sventato un suo tentativo di suicidio e alla fine cominciò ad avere allucinazioni. Riconosciuto infermo di mente nell'autunno del 1895, il 17 febbraio 1896 lasciò la fortezza per essere internato nell'Ospedale militare di San Pietroburgo, dove morì quell'anno stesso.